# Bordeaux fête le fleuve
 (mai 2021).
Si vous disposez d'ouvrages ou d'articles de référence ou si vous connaissez des sites web de qualité traitant du thème abordé ici, merci de compléter l'article en donnant les références utiles à sa vérifiabilité et en les liant à la section « Notes et références ».
Bordeaux fête le fleuve (également appelée fête du fleuve) est un événement ayant lieu entre mai et juin, une année sur deux en alternance avec Bordeaux fête le vin. La première édition a eu lieu en 1999.
À partir de 2020, Bordeaux fête le vin se tient tous les ans, et Bordeaux fête le fleuve n'est plus organisée.

## Présentation
Cette fête se déroule sur les quais et le pont de Pierre.

Elle a été créée à l’initiative de la Mairie de Bordeaux et organisée par l’Office de tourisme.
Lors de ce rendez-vous se déroulent :
- présence de gros navires et de petits bateaux
- des concerts de musique du monde,
- un pique-nique géant,
- un feu d'artifice sur la Garonne pour clore (voire aussi pour ouvrir) le festival.

## Les différentes éditions
- 2024[3] :
- 2023 :
- 2021/2022 (12e édition):

En raison de la pandémie de Covid-19, l'édition 2020 de Bordeaux fête le vin est décalée d'un an. La fête du fleuve 2021 se retrouve alors repoussée à l'automne 2022.
- 2019 (du 20 au 23 juin, 11e édition) : Escales du Sedov et du Kruzenshtern.
  - jeudi 20 juin : concerts Mac Anoff et Arthur H & Guests, spectacle pyrotechnique
  - vendredi 21 juin (Fête de la musique) : concerts Carmina Burana (ONBA) et Odezenne
  - samedi 22 juin : concerts Jérémy Frérot + Zazie, spectacle pyrotechnique
  - dimanche 23 juin : Traversée de Bordeaux à la nage, concerts Arcadian + Jain

- 2017 (du 26 mai au 4 juin, 10e édition)
  - 27 mai. Concert de James Blunt et Boulevard des Airs
  - 28 mai. Concert de Texas et Ours
  - 3 juin. Départ de la Solitaire du Figaro 2017 depuis le port. Feu d'artifice.
  - 4 juin. Traversée de Bordeaux à la nage, 10e édition
- 2015 (du 28 au 31 mai, 9e édition)
  - 26 mai. Elliott Murphy and the Normandy All Stars, Jim Jones and The Righteous Mind
  - 27 mai. Thomas Dutronc
  - 28 mai. Izia
  - 29 mai. Cali; A la tombée de la nuit, le Belem franchit le Pont Jacques Chaban-Delmas, entrainant dans son sillage les 40 skippers de la Solitaire du Figaro.
  - 30 mai. Charlie Winston
  - 31 mai. Rock School Barbey Indie Club propose : Doug Tuttle / Black Yaya / Twerps
- 2013 (du 24 mai au 3 juin, 8e édition)
  - Départ de la 1re étape (Bordeaux-Porto) de la 44e édition de la Solitaire du Figaro,
  - Escale du Cuauhtémoc, du patrouilleur Flamant (P676)
  - 24 mai. Concert de Jazz and Wine
  - 26 mai. Tremplin Rock School Barbey : A Call At Nausicaa / My Ant / Datcha Mandala / Arch Woodman / Casablanca / Ingloria / Middle Class.
  - 31 mai. Concert Les Années Big Fugain / David Pilarsky,
  - 1er juin. Concert Chœur Voyageur / Mo
  - 2 juin. Tremplin inter-quartiers : Le A / I Me Mine / C’est Bien Ben
  - 3 juin : NRJ Music Tour : Amel Bent, Tal, Zaho, Big Ali, Christophe Maé, Robin Thicke
- 2011 (18 et 19 juin, 7e édition)[6]
  - Escale du Belem, Arawak, Sinbad,
  - Compétition professionnelle de traînières (barques de pêche reconverties à l'aviron)
  - 5e édition de la Traversée de Bordeaux à la nage,
  - Bilbao invité d'honneur
- 2009 (20 et 21 juin, 6e édition)
  - Escale du Belem,
  - 3e édition de la Traversée de Bordeaux à la nage,
  - danse et musique Bordeaux fête le fleuve, les quais chantent et dansent
- 2007 (du 21 au 24 juin, 5e édition)

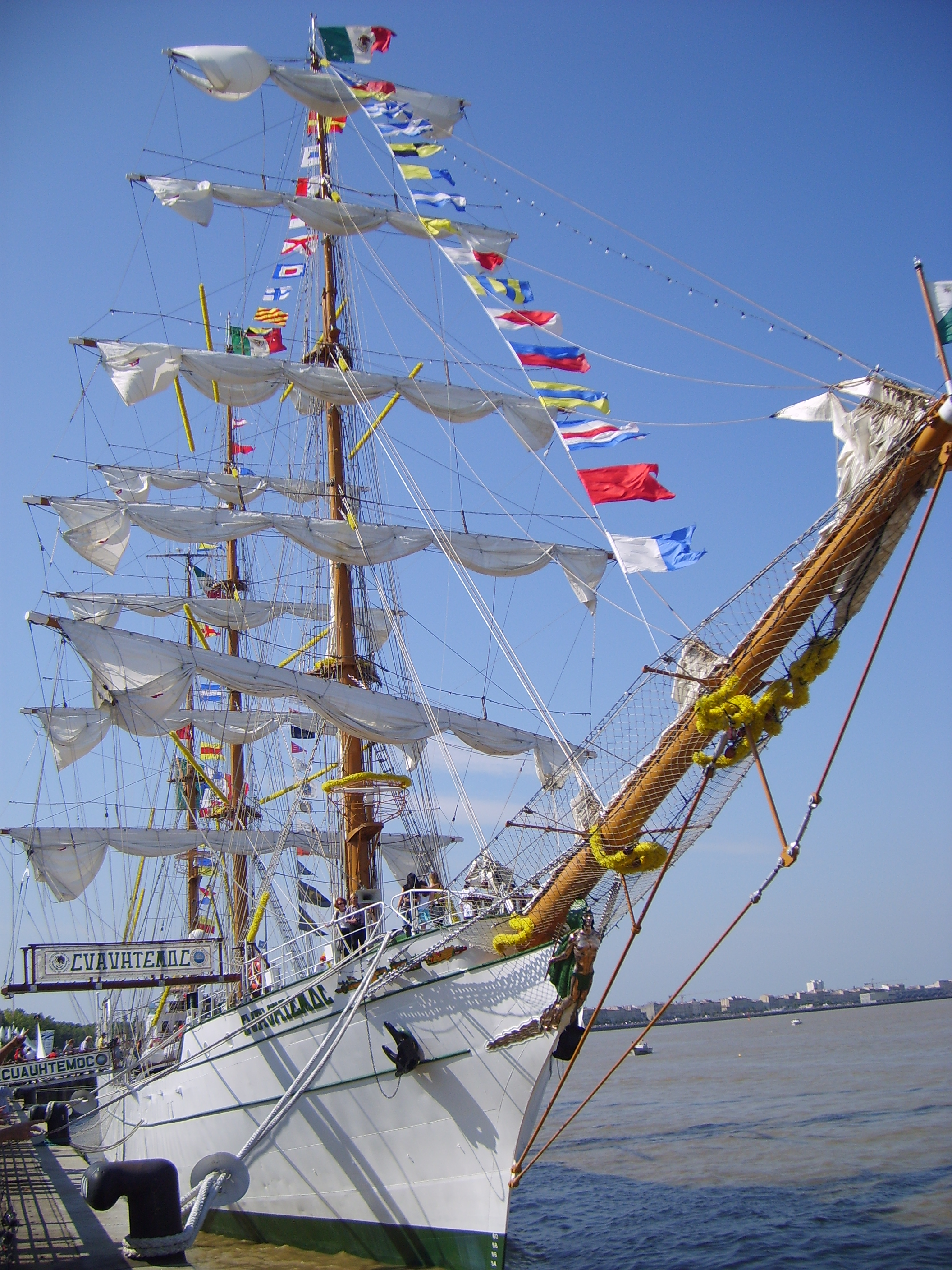
Avant du Cuauhtémoc
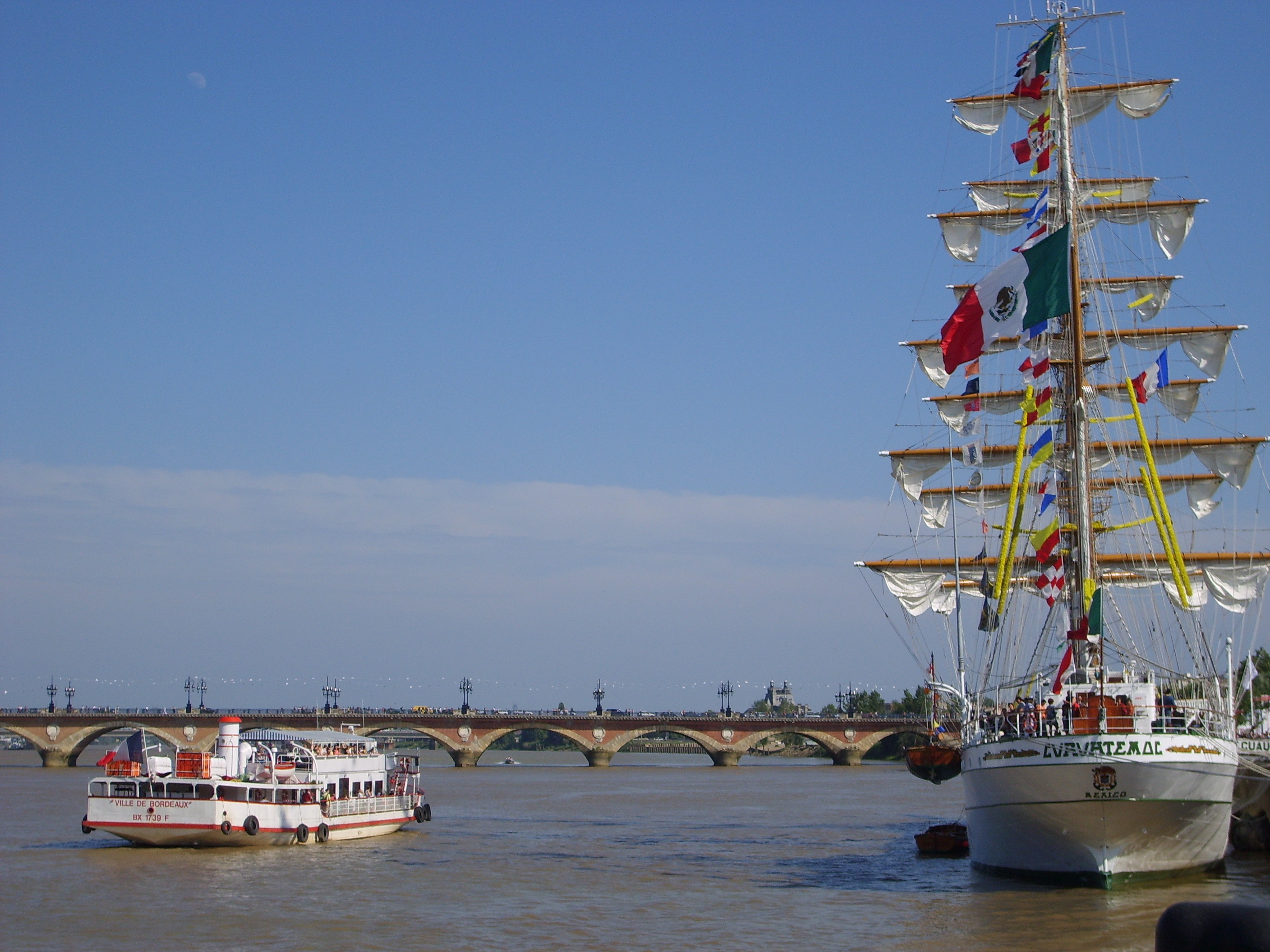
Arrière du Cuauhtémoc
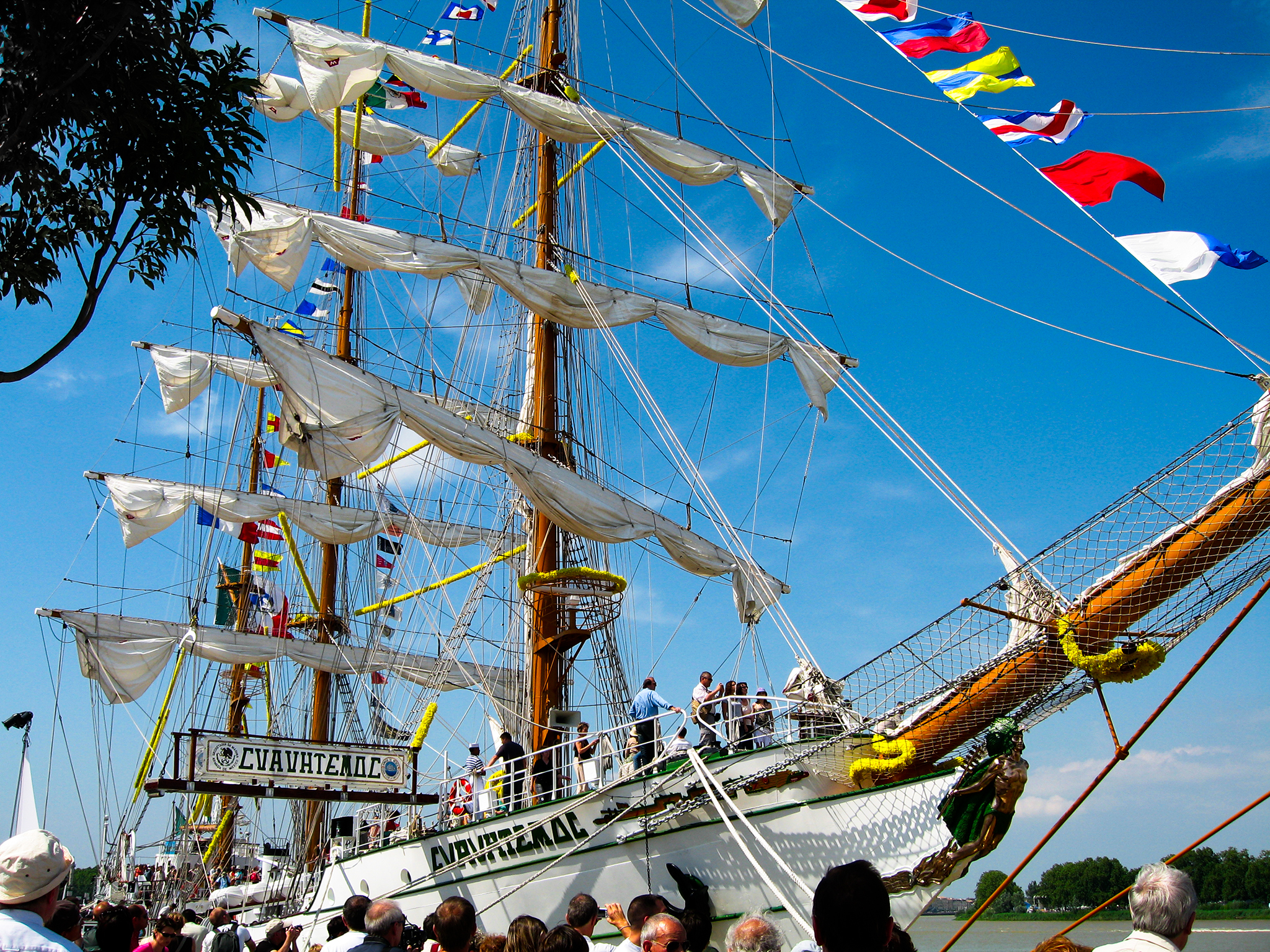
Cuauhtémoc, vue de 3/4
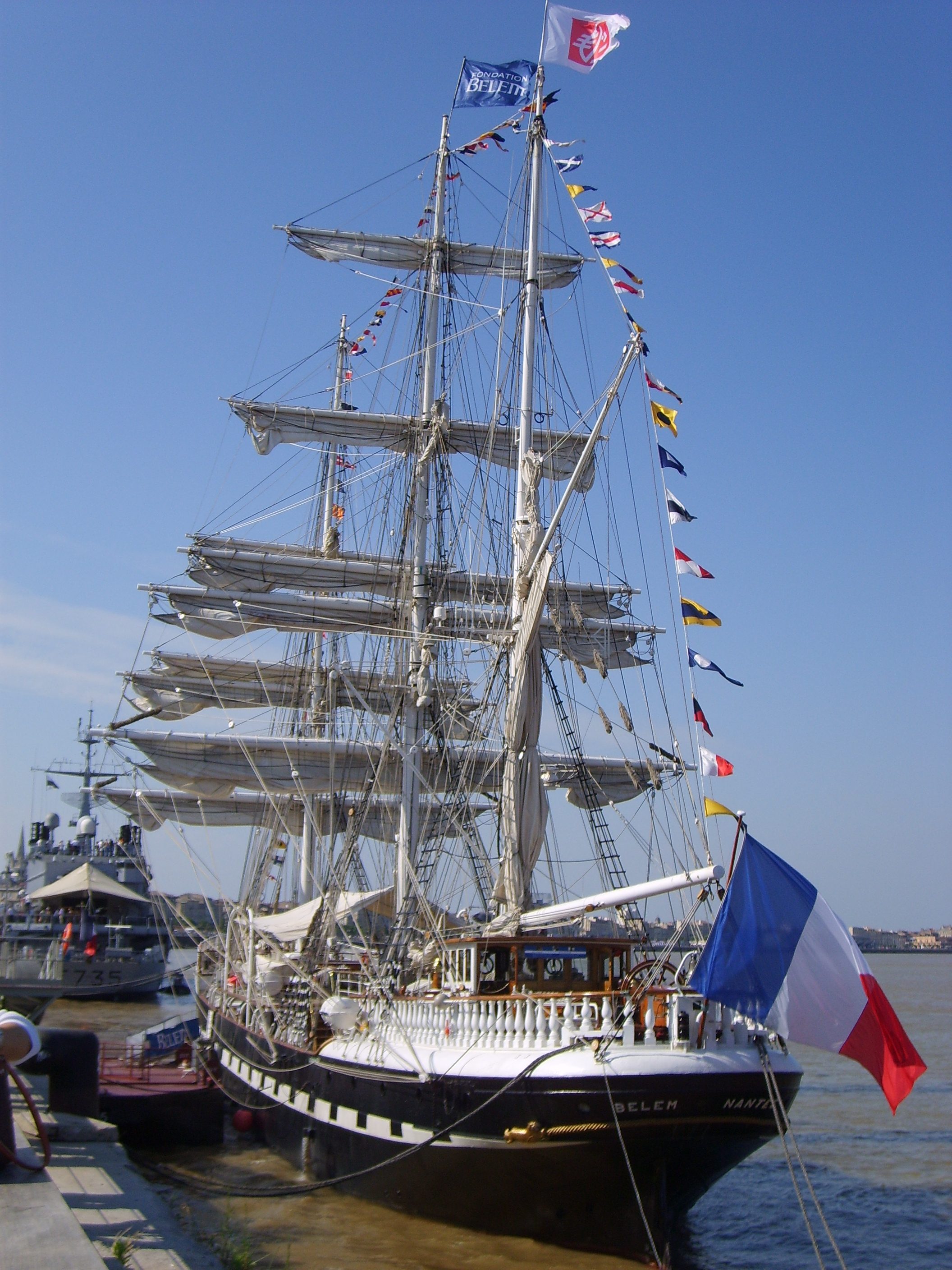
Le Belem
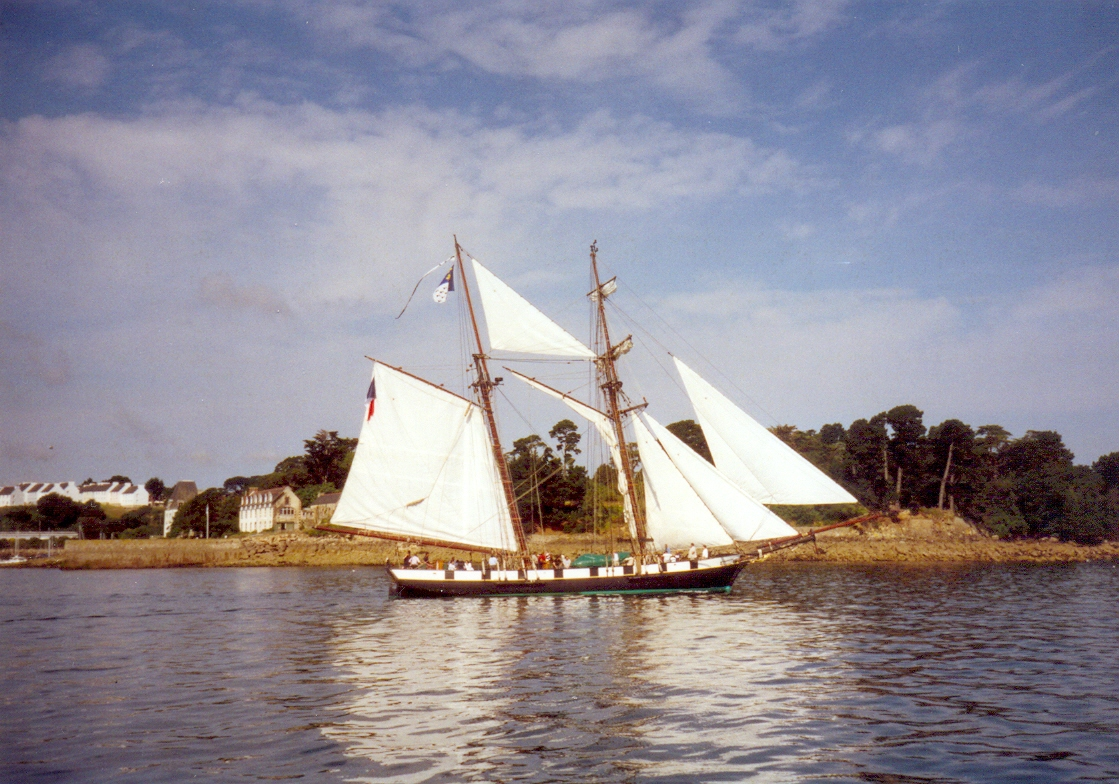
La Recouvrance

- - Escale du Cuauhtémoc, du Belem et de la goélette La Recouvrance.
  - Bristol, ville du Sud-Ouest également (mais de l'Angleterre !), est à l'honneur pour célébrer ses 60 ans de jumelage avec Bordeaux.
  - 2e édition du Raid Frankton ECE, descente de la Garonne en kayak par les étudiants de l'École de Commerce Européenne pour commémorer l'action menée par les soldats britanniques en décembre 1942 (opération Frankton ou coque de noix). (les 21, 22, et 23 juin 2007)
  - Traversée de Bordeaux à la nage (course de 1 700 m, le 24 juin)
  - 5 concerts : Musiques du Sud (tango d'Astor Piazzolla, danzón de Marquez, Bernstein et Gershwin) interprétées par l'Orchestre national Bordeaux Aquitaine, chanson française (Nuit France Bleu; Nouveaux talents : Vitaa, Nérac et Medhy Custos; soirée clôturée par Daniel Lavoie, Faudel et Maurane), Ensemble Chantons la Mer par les Chœurs de France, La Nuit Le Mouv' à l'occasion du lancement de la radio sur Bordeaux avec Matmatah, Musiques du Monde (Katey Brooks et Mankala).
  - Deux spectacles pyrotechniques pour ouvrir et clore le festival : "Couleurs du monde" et "Les quatre saisons)

- 2005 (du 23 au 26, 4e édition)

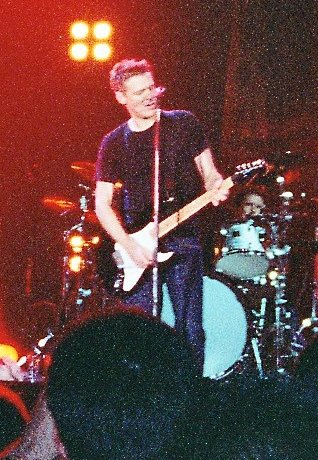
Bryan Adams

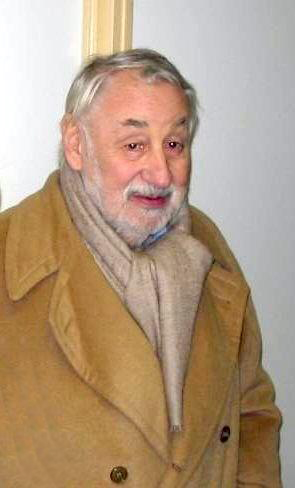
Philippe Noiret

  - Escale du Belem, du Cisne Branco (à l'occasion de l'année du Brésil) et de l' Étoile.
  - Etape bordelaise du championnat de France Motonautique
  - Concerts et spectacles :
    - jeudi : Bagad de Lann-Bihoué (21h), Lili Cros (rock, trophée de Radio France 2004) (6000 spectateurs)
    - vendredi : Nuit France Bleu - Nouveaux talents : Angélique Lahy, Ludovic Delamoga, Aldebert, Marylou, Michal, Sofia Essaïdi, Michael Jones, Willy Denzey; et le duo Bryan Adams - Emmanuelle Seigner, Michel Delpech, Marc Lavoine et Chimène Badi (30 000 spectateurs).
    - samedi : NRJ Party mixée par le duo de DJ’s Alberkam du NRJ Master Mix, place des Quinconces (plusieurs dizaines de milliers de personnes, majoritairement jeunes)
    - dimanche soir : spectacle pyro-musical L’Horizon Chimérique, hommage à l’œuvre du poète bordelais Jean de la Ville de Mirmont lue par Philippe Noiret. Spectacle imaginé par François Parrot (metteur en scène), Patrick Auzier et Dominique Brezac (pyrotechnie), et Franck Mathiau (producteur musical), simultanément diffusé sur France Bleu Gironde. Trente-cinq minutes de son, de lumière et d’effets spéciaux. (50 000 spectateurs réunis sur les quais).

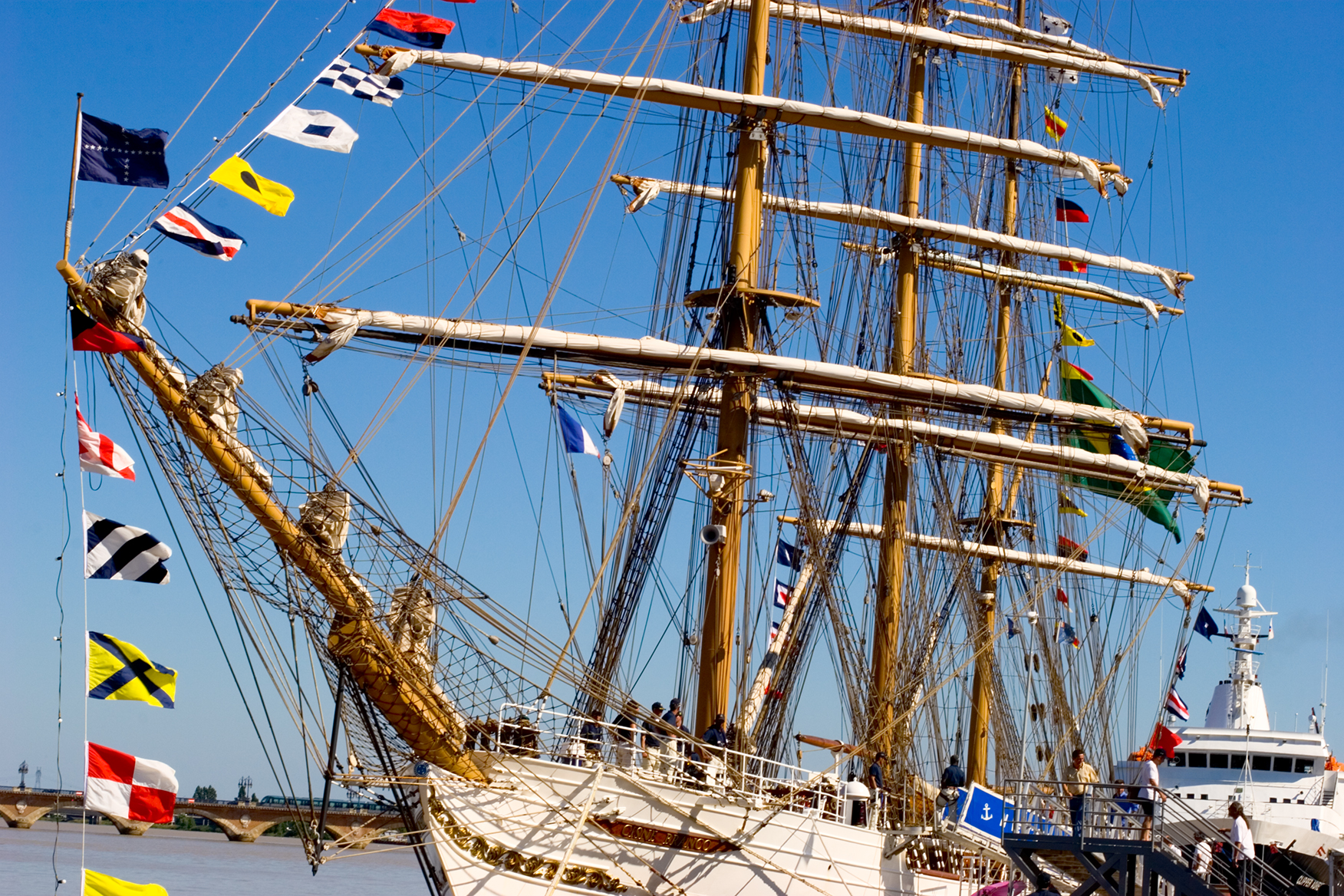
Cisne Branco
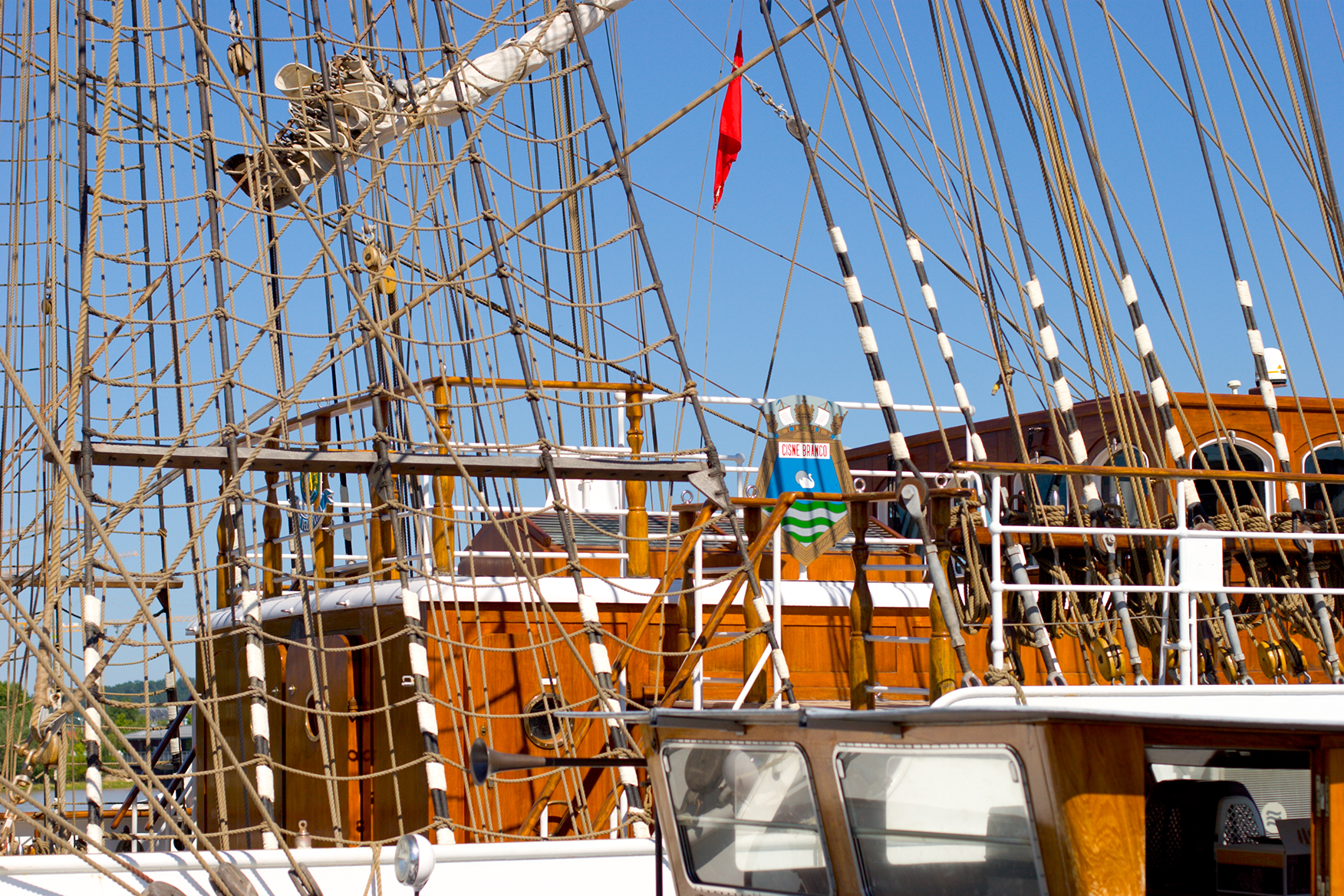
Cisne Branco (détail)
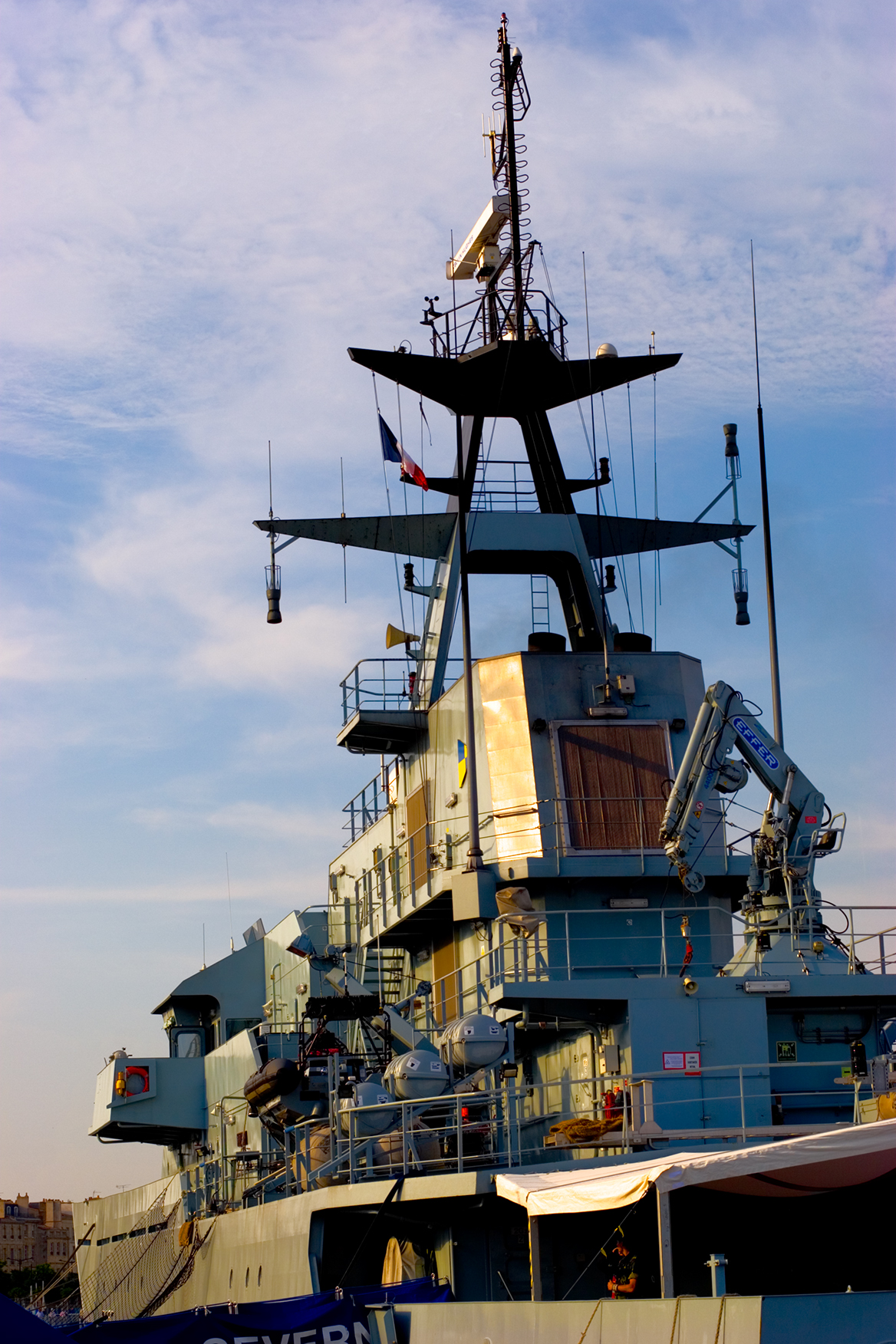
HMS Severn